# Il falsario - Operazione Bernhard
Il falsario - Operazione Bernhard (Die Fälscher) è un film del 2007 diretto da Stefan Ruzowitzky, vincitore del Premio Oscar 2008 come miglior film straniero.
La pellicola ha per oggetto l'Operazione Bernhard, un piano segreto nazista messo in atto nella seconda guerra mondiale con l'impiego di 140 prigionieri dei campi di concentramento che stamparono false sterline e dollari. L'attore austriaco Karl Markovics interpreta Salomon Sorowitsch, personaggio ispirato al falsario russo Salomon Smolianoff, reale protagonista della vicenda, svelata al mondo dalle memorie di Adolf Burger, uno dei prigionieri coinvolti.
Alcune scene del film sono state girate presso il Castel Labers di Merano.

## Trama
Nel 1936, Salomon Sorowitsch, ebreo di origini russe, è arrestato a Berlino per la sua attività di falsario. Viene così rinchiuso nel campo di concentramento di Mauthausen, etichettato come criminale comune.
Sorowitsch comprende che l'unico modo per sopravvivere al trattamento disumano che i nazisti riservano ai prigionieri del lager è tentare di evitare i lavori più usuranti. Pertanto decide di sottrarre furtivamente ad un Kapò dei fogli di carta in cui realizza un disegno di notevole fattura che mette in evidenza le sue grandi capacità di illustratore. Le sue doti sono subito apprezzate e ben presto viene notato anche dai vertici delle SS che decidono di trasferirlo in un dipartimento detto "la gabbia d'oro", ovvero un settore speciale del campo di Sachsenhausen dove, in due baracche totalmente isolate dalle altre e in condizioni molto più confortevoli, uno staff di prigionieri, selezionati tra i migliori grafici e tipografi, viene impiegato a falsificare valuta e titoli di stato esteri, con lo scopo di inflazionare e distruggere l'economia britannica e statunitense.
Nel nuovo campo di concentramento Sorowitsch incontra Herzog, il poliziotto che lo aveva arrestato, e che ha fatto carriera nelle SS diventando responsabile dell'Operazione Bernhard. Questi, consapevole del fatto che l'esito dell'intera operazione dipenda dal rinomato falsario, cerca di spronarlo a collaborare, spesso anche in modo accondiscendente e remissivo. Durante la permanenza nel lager, il cinico Sorowitsch stringe amicizia con un giovane ebreo ucraino che in seguito viene ucciso da un membro delle SS, perché ammalatosi e quindi non più in grado di essere produttivo.
Dopo lo strepitoso successo ottenuto con la falsificazione delle sterline, ritenute valide dalla stessa Banca d'Inghilterra, si passa a produrre i dollari. Noncurante delle minacce sempre più pressanti, un tipografo di idee comuniste, Adolf Burger, si rifiuta di assecondare un'operazione che potrebbe dare grande giovamento alla causa nazista. Dunque la produzione di dollari risulta molto lunga e faticosa, soprattutto per effetto di ripetuti sabotaggi ad opera di Burger. Questo finché nel 1945 i tedeschi non sono messi in fuga e i prigionieri liberati.
Sorowitsch riesce perfino a sottrarre un enorme quantitativo di dollari falsi ad Herzog ma, giunto a Monte Carlo, dilapida deliberatamente al gioco tutto il denaro che sarebbe dovuto servire ai suoi aguzzini. Una donna che lo ha visto perdere una fortuna in un attimo, lo raggiunge in spiaggia per consolarlo per la serata "sfortunata". Lui la tranquillizza dicendo che i soldi si possono facilmente rifare...

## Riconoscimenti
- 2007 - Festival internazionale del cinema di Berlino
  - Nomina al Golden Berlin Bear a Stefan Ruzowitzky
- 2007 - Deutscher Filmpreis
  - Miglior attore protagonista a Karl Markovics
  - Miglior attore non protagonista a Devid Striesow
  - Miglior lungometraggio a Karl Markovics
  - Miglior performance di un attore protagonista a Karl Markovics
  - Nomina come miglior sceneggiatura a Stefan Ruzowitzky
  - Nomina come miglior cinematografo a Benedict Neuenfels
  - Nomina come miglior design di produzione a Isidor Wimmer
  - Nomina come miglior costumista a Nicole Fischnaller
- 2007 - Ghent International Film Festival
  - Vincitore del Grand Prix a Stefan Ruzowitzky
- 2007 - National Board of Review, USA
  - Vincitore dell'NBR Award
  - Inserito nei 5 migliori film stranieri
- 2007 - Valladolid International Film Festival 
  - Miglior attore a Karl Markovics
  - Nomina al Golden Spike come miglior film a Stefan Ruzowitzky
- 2008 - Premio Oscar
  - Oscar come miglior film straniero dell'anno
- 2008 - Golden Trailer Awards
  - Nomina come miglior trailer drammatico
- 2008 - Romy Gala, Austria
  - Miglior attore a Karl Markovics
- 2008 - Efebo d'oro
- 2009 - Flaiano International Prizes
  - Golden Pegasus come miglior regista a Stefan Ruzowitzky
- 2009 - Online Film Critics Society Awards
  - Nomina all'OFCS Award